# Nu sjunker bullret (Erséus)
Nu sjunker bullret  är en psalm med text skriven 1973 av Lars Thunberg och musik skriven 1976 av Torgny Erséus.

## Publicerad i
- Herren Lever 1977 som nummer 886 under rubriken "Dagens och årets tider - Kväll".[1]